# Stethophyma
Napierśnik (Stethophyma) – rodzaj owadów prostoskrzydłych z rodziny szarańczowatych.
Owady o średnich rozmiarach ciele. Głowę ich cechuje krótkie i szerokie ciemię o słabo zaznaczonych, trójkątnych dołkach ciemieniowych. Płaskie przedplecze charakteryzują 1–3 bruzdy poprzeczne (dwie początkowe mogą być niewyraźne lub zanikłe) oraz wyraźnie widoczne listewki boczne. Narząd bębenkowy jest w całości odkryty. Przedpiersie zdobi niewielki wzgórek między odnóżami przednimi. Pokrywy jak i tylna para skrzydeł sięgają u obu płci poza wierzchołek odwłoka.
Rodzaj holarktyczny, w Polsce reprezentowany przez napierśnika torfowiskowego.
Takson ten wprowadzony został w 1853 roku przez H.L. Fischera W 1910 roku W.F. Kirby wyznaczył jego gatunkiem typowym Gryllus grossus. Należy tu 6 opisanych gatunków:
- Stethophyma celatum Otte, 1979
- Stethophyma gracile (Scudder, 1862)
- Stethophyma grossum (Linnaeus, 1758) – napierśnik torfowiskowy
- Stethophyma kevani Storozhenko & Otte, 1994
- Stethophyma lineatum (Scudder, 1862)
- Stethophyma magister (Rehn, 1902)